# Wilfried N'Sondé
Wilfried N'Sondé (Brazzaville, 1968) è uno scrittore e musicista francese.

## Biografia
Wilfried N'Sondé ha lasciato il Congo per Parigi nel 1973 quando si è trasferito con la famiglia nella capitale francese. A Parigi è cresciuto e ha studiato. Attualmente vive a Berlino dove fa il musicista e lavora come educatore. Wilfried N'Sondé ha pubblicato sei romanzi di cui due, "Il morso del leopardo" e "Un oceano, due mari, tre continenti", tradotti in italiano. A fare da filo rosso nella sua opera sono questioni di immigrazione e identità sullo sfondo grigio delle periferie parigine.
Nel 2016 ha insegnato all'Università di Berna in funzione di professore ospite.

## Opere
- Il morso del leopardo (Le Cœur des enfants léopards) (Morellini Editore 2009)
- Le silence des esprits (Actes Sud 2010)
- Un oceano, due mari, tre continenti (Un océan, deux mers, trois continents (Actes Sud, 2018)) (66thand2nd 2020)
- Femme du ciel et des tempêtes (Actes Sud, 2021)

## Premi
- Prix Senghor de la création littéraire 2007